# Epigonia
Epigonia (gr. epígonos - "później urodzony") - nietwórczy stan lub okres dotyczący dzieła lub wybitnej osoby. Epigonia ma miejsce np. kiedy poszukuje się utalentowanej osoby będącej w stanie zastąpić mistrza, jednak nikt taki się nie pojawia.